# 礼记集说
礼记集说是由学者卫湜在宋开禧、嘉定年間（1205—1224年）著作的书，一共有十六卷。卫湜是大都人(今属江西省)，他把《礼记》集为《礼记集说》。现在的《礼记集说》整理者为万久富。据《宋元学案》载，宋朝灭亡，其不求仕，教授乡里，有“云庄”先生之称。《礼记》中原有四十九篇文，而《礼记集说》中有四十七篇原文，这是因为作者对宋儒朱熹编纂《章旬》的尊崇，因而在此书第十四卷末注明： “中庸第三十一朱熹章句”。

## 其他版本

### 陈氏本
陈氏本一共有十卷，是由元朝人陈澔（江西都昌人，生于1261年，卒于1341年）于治壬戍年（1322年）所著。此书是为了注解《礼记》之作。《礼记集说》名为“集说”，实际上其主体是陈澔个人对《礼记》的注解。堪称宋元人以义理注经的代表作之一。
陈澔出生于教育世家，祖辈世代注疏经书，留有十分多名著。祖父讳炳主要从事《礼记》的研究；父讳大猷尤其对《礼记》的研究有独到之处。父祖两代均好《礼记》，对陈澔一生从事《礼记》的研究有很大影响。[3]